# Gobiopsis woodsi
Gobiopsis woodsi är en fiskart som beskrevs av Lachner och Mckinney, 1978. Gobiopsis woodsi ingår i släktet Gobiopsis och familjen smörbultsfiskar. Inga underarter finns listade i Catalogue of Life.